# Matthew Sweet
Sidney Matthew Sweet (Lincoln, Nebraska, 6 de octubre de 1964) es un músico estadounidense de pop rock. Formó parte de la floreciente escena musical de Athens, Georgia a principios y mediados de los años 1980, antes de obtener éxito comercial durante la década de 1990. En la actualidad, continúa publicando álbumes y realizando giras.

## Biografía

### Comienzos
Durante su adolescencia en Lincoln, en el estado de Nebraska, Sweet escribió varias canciones y las registró con ayuda de una grabadora de cuatro pistas. A finales de los años 70 se incorporó a un grupo local, The Specs, con el que publicó sus primeros temas, en un disco recopilatorio publicado con el patrocinio de una emisora de la localidad. Cuando en 1983 se graduó en la Lincoln Southeast High School, se trasladó a Athens, localidad del estado de Georgia en la que había por entonces una intensa actividad musical, con grupos destacados como R.E.M. y The B-52's. Sweet colaboró con uno de los miembros de R.E.M, Michael Stipe, en el grupo Community Trolls, y formó parte de la banda Oh-OK, liderada por Lynda Stipe, hermana de Michael, participando en el segundo EP del grupo, Furthermore What (1983), producido por Mitch Easter. Más tarde, junto con el batería de Oh-OK, David Pierce, Sweet creó su propia banda, Buzz of Delight, que publicaría el LP Sound Castles a finales de 1983.

### Primeros álbumes en solitario
En 1985 firmó un contrato con Columbia Records. Se marchó a vivir a Nueva York, y allí grabó su primer disco en solitario, Inside, que apareció en 1986. Obtuvo buenas críticas pero un éxito limitado, lo que puso fin a su contrato con Columbia. En 1988 firmó un nuevo contrato, esta vez con A&M Records, que publicó el segundo álbum en solitario del artista, Earth (1989), para el que Sweet contó con la colaboración de músicos como Robert Quine, antiguo colaborador de Lou Reed, y Richard Lloyd, guitarrista de la célebre banda Television. Tampoco este disco llegó a convertirse en un éxito, por lo que la casa discográfica A&M rescindió el contrato de Sweet cuando éste se encontraba embarcado en la producción de su tercer disco. Durante el año 1991, Sweet actuó como guitarrista de Lloyd Cole en sus giras por Estados Unidos, al tiempo que intentaba encontrar una discográfica que publicase su tercer LP. Finalmente lo logró con Zoo Entertainment, que publicó Girlfriend, un álbum en gran medida inspirado en su reciente divorcio, a finales de 1991. A lo largo del año siguiente, el álbum, y especialmente el tema del mismo nombre, la canción "Girlfriend", obtuvieron un éxito considerable. El vídeo "Girlfriend", inspirado en el anime japonés, fue emitido por los canales musicales MTV y MuchMusic. A finales de 1992, el álbum era ya disco de oro.

### Después deGirlfriend
El nuevo álbum de Matthew Sweet, Altered Beast (1993), no logró emular el éxito de su predecesor. No fue recibido con entusiasmo por la crítica, aunque algunos de sus temas lograron cierta difusión en emisoras universitarias. En la primavera de 1994, Sweet editó un EP, Son of Altered Beast, y en 1995 un nuevo LP, 100% Fun, producido por Brendan O'Brien, que había trabajado con exitosos grupos grunge como Pearl Jam y Stone Temple Pilots. 100% Fun obtuvo excelentes críticas, y el tema "Sick Of Myself" fue un éxito.
Blue Sky on Mars, aparecido en 1997, fue recibido con más frialdad por la crítica. En 1999 apareció In Reverse, y al año siguiente un recopilatorio de lo mejor de la carrera de Sweet, titulado Time Capsule. En 2002 vio la luz un disco con sus primeras grabaciones: To Understand: The Early Recordings of Matthew Sweet.

## Discografía
- 1986 - Inside - Sony Records
- 1989 - Earth - A&M Records
- 1991 - Girlfriend - Zoo Entertainment. Posteriormente se lanzó al mercado una nueva versión ("Legacy Edition").
- 1993 - Altered Beast - Zoo Entertainment
- 1994 - Son of Altered Beast - Zoo Entertainment
- 1995 - 100% Fun - Zoo Entertainment
- 1997 - Blue Sky on Mars - Zoo Entertainment
- 1999 - In Reverse - Volcano Records
- 2000 - Time Capsule: Best of 90/00 - Volcano Records
- 2002 - To Understand: The Early Recordings of Matthew Sweet - Hip-O Records
- 2003 - Kimi Ga Suki - RCAM Récords
- 2004 - Living Things - RCAM Récords
- 2006 - Under the Covers, Vol. 1 (with Susanna Hoffs) - Shout! Factory
- 2008 - Sunshine Lies - Shout! Factory
- 2009 - Under the Covers, Vol. 2 (with Susanna Hoffs) Released: July 21,Label: Shout! Factory
- 2011 - Modern Art	Released: September 27 Label: Missing Piece
- 2013 - Under the Covers, Vol. 3 (with Susanna Hoffs) Released: November 12, 2013 Label: Shout! Factory
- 2017 - Tomorrow Forever	Released: June 16, 2017 Label: Honeycomb Hideout
- 2018 - Tomorrow's Daughter	Released: May 18, 2018 Label: MRI
- 2018 - Wicked System of Things	Released: November 23, 2018[6]Label: Honeycomb Hideout
- 2021 - Catspaw